# Richard Pankhurst (attivista)
Richard Pankhurst (Stoke-on-Trent, 1836 – Victoria Park, 5 luglio 1898) è stato un attivista, avvocato e politico britannico, ha combattuto per i diritti femminili insieme ad Emmeline Guolden, con cui si sposò e ha avuto 5 figli.